# Le Cannet (Alpy Nadmorskie)
Le Cannet – miejscowość i gmina we Francji, w regionie Prowansja-Alpy-Lazurowe Wybrzeże, w departamencie Alpy Nadmorskie.
Według danych na rok 1990 gminę zamieszkiwały 41 842 osoby, a gęstość zaludnienia wynosiła 5427 osób/km² (wśród 963 gmin regionu Prowansja-Alpy-W. Lazurowe Cannet plasuje się na 12. miejscu pod względem liczby ludności, natomiast pod względem powierzchni na miejscu 751.).
Miejsce śmierci malarza Pierre Bonnarda.

## Współpraca
- Lafayette, Stany Zjednoczone
- Beauport, Kanada
- Königstein im Taunus, Niemcy
- Benidorm, Hiszpania
- Vila do Conde, Portugalia
- Agnibilékrou, Wybrzeże Kości Słoniowej